# ミッション・ベイ (サンフランシスコ)
ミッション・ベイ (英語: Mission Bay)は、サンフランシスコ（カリフォルニア州）の東側にある303-エーカー (123 ha)の近隣住区である。サンフランシスコ湾に隣接している。元々は工業地区であったが、UCSFミッション・ベイ・キャンパスの建設を契機に開発が進み、現在は開発と建設の最終段階にある。チェイス・センターとUber、OpenAIの本社所在地である。

## 位置
ミッション・ベイは、北はタウンゼント・ストリート、東はサード・ストリートとサンフランシスコ湾、南はマリポサ・ストリート、西は7番通りと州間高速道路280号線に囲まれている。

## 歴史
都市化以前、ミッション・ベイ（ベイは日本語で湾の意味）と呼ばれる水域は、500エーカーを超える塩性湿地とラグーンの中に位置し、年間を通して潮汐の影響を受けていた。この地域は、カモ、ガチョウ、サギ、シラサギ、ミサゴ、カモメなど、多くの水鳥の自然の生息地であり、避難所でもあった。この地域に住んでいたネイティブアメリカンの部族はコスタノアン族であり、彼らは8つの異なる言語を話し、それぞれの部族を区別していた。湾岸地域で最も優勢だった部族はパトウィン族で、5000年以上この地域に住んでいた。
1800年代半ばから、ミッション・ベイは建設プロジェクトから出るゴミの便利な投棄場所として利用されるようになった。その後、1906年の地震のがれきの投棄場所としても使用された。埋め立て地の重さで湿地が安定するにつれて、この地域は急速に工業地区へと変貌した。1850年までには、造船および修理、食肉処理および食肉生産、カキとハマグリの漁業に利用されていた。鉄道の敷設に伴い、ミッション・ベイには造船所、缶詰工場、精糖工場、そして様々な倉庫が建設された。
1998年、この地域はサンフランシスコ再開発局による再開発プロジェクトとして監事会によって発表された。土地の大部分は長年サザン・パシフィック鉄道の操車場であり、サザン・パシフィック鉄道とサンタフェ鉄道の合併中止の一環としてキャテルス開発公社に譲渡された。キャテルス社はその後、いくつかの区画を他の開発業者に売却または下請けに出した。もう一つの大きな区画は、サンフランシスコ港のH&H船舶サービス施設であり、資源保護回復法に基づき閉鎖が命じられた有害物質サイトであった。その後、高級コンドミニアム、病院、バイオテクノロジーの研究開発施設などが建ち並ぶ裕福な地域へと急速に発展した。2010年から2020年にかけて、ミッション・ベイの人口は200%以上増加した。

### 参考文献

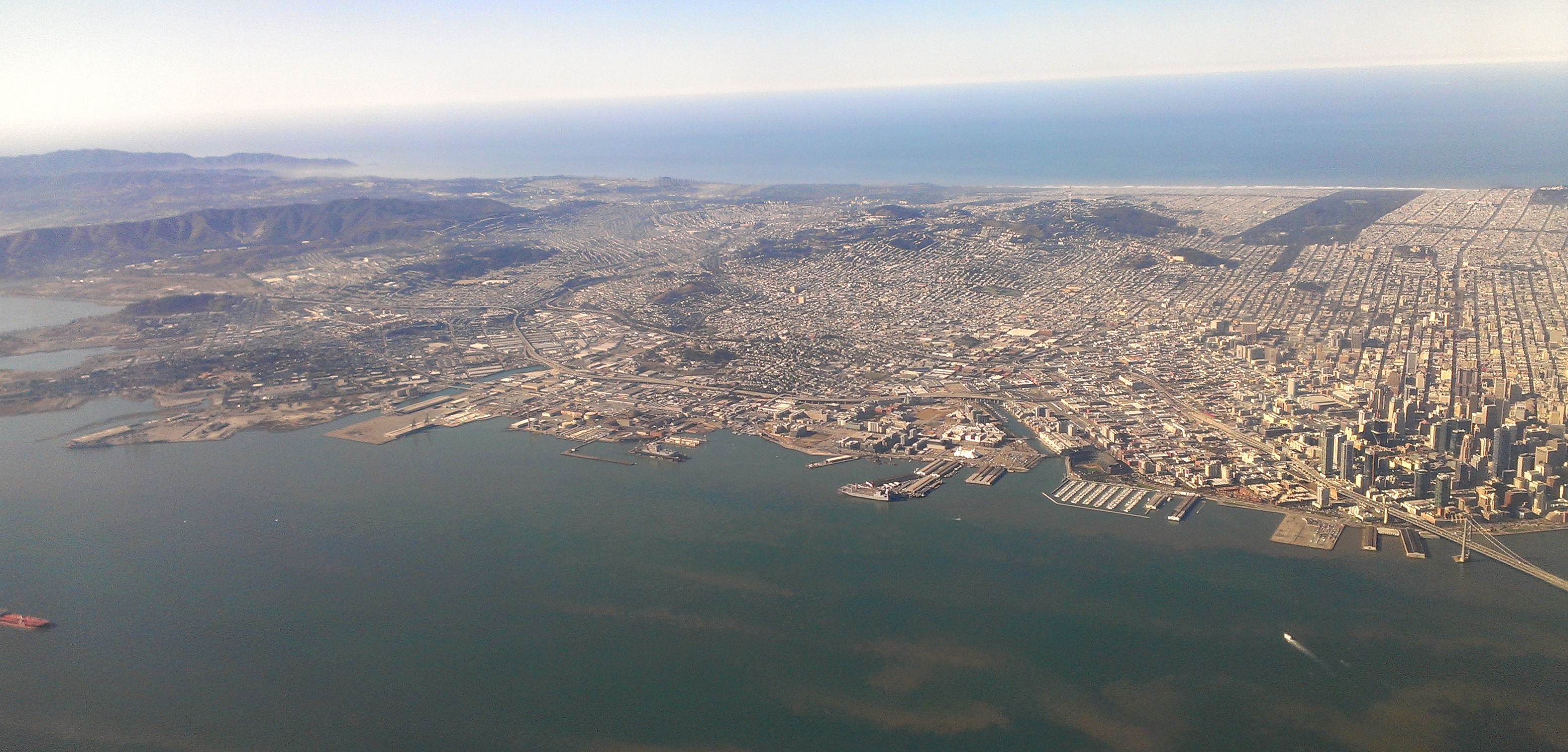
東から見たサンフランシスコの景色。ミッション・ベイは中央下部にある。